# گوتیرز (تگزاس)
گوتیرز (به انگلیسی: Gutierrez) یک منطقهٔ مسکونی در ایالات متحده آمریکا است که در تگزاس واقع شده‌است. گوتیرز ۷۹ نفر جمعیت دارد.